# Eucidaris thouarsii
Espèce
Eucidaris thouarsii est une espèce d'oursins de la famille des Cidaridae.

## Description

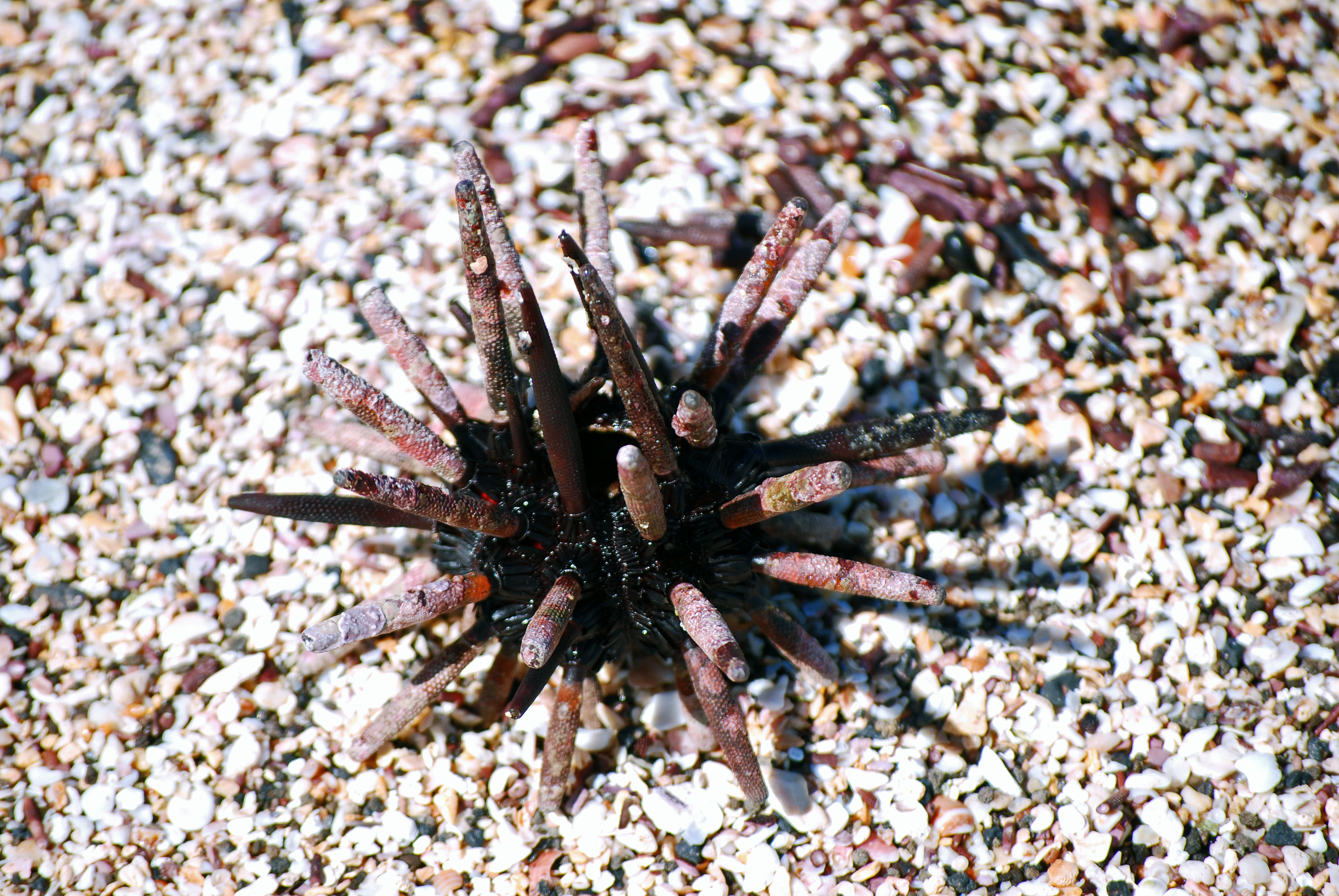
Spécimen hors de l'eau.

C'est un oursin régulier dont la coquille (appelée « test ») ne dépasse pas 7 cm. Celle-ci est protégée tout d'abord par des « radioles primaires » (les piquants les plus longs) clairsemées mais épaisses et robustes, légèrement denticulées, et à la pointe émoussée. elles sont le plus souvent colorées de brun-violet mais en général recouvertes d'épibiontes (algues, corallinales...) qui les font apparaître grises et éventuellement maculées d'autres couleurs. Elles sont implantées sur de gros tubercules perforés très protubérants et alignés en dix méridiens, protégés par de petites radioles secondaires noires ou rouges. Les ambulacres sont marqués par une raie claire bordée de radioles secondaires brun-rouge. Le système apical (organes situés au sommet du test de l'animal, dont l'anus), pentagonal, est dépourvu de radioles primaires mais protégé par des radioles secondaires, et décoré d'un motif en forme de pentagramme (étoile à 5 branches), mettant en évidence les 4 plaques génitales et le madréporite.

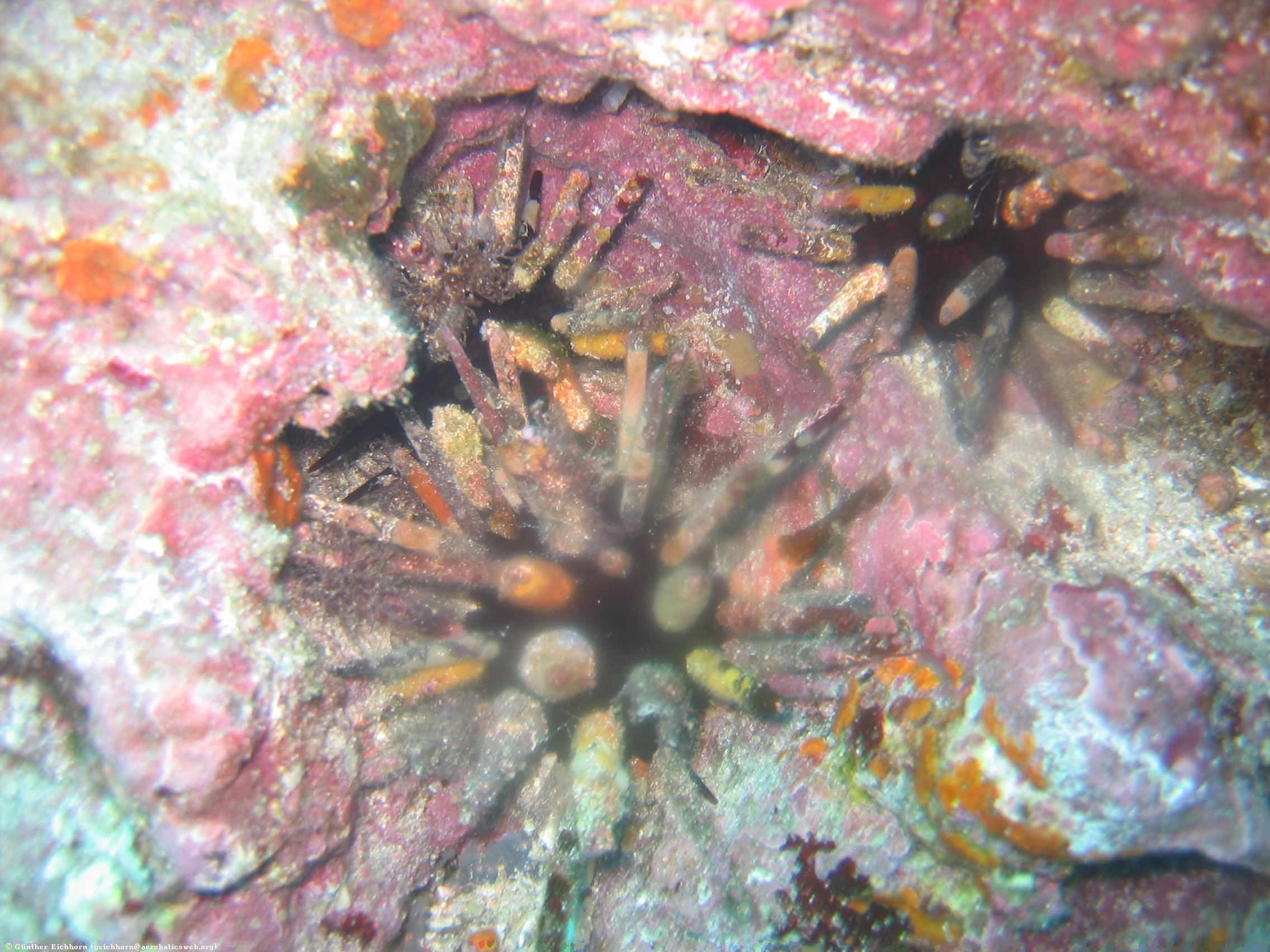

Avec ses piquants épais, Eucidaris thouarsii est typique des « oursins-crayons » : il peut être confondu avec ses congénères Phyllacanthus imperialis (moins coloré), Prionocidaris baculosa (test plus sombre et radioles couvertes d'épines secondaires), Heterocentrotus mammillatus (plus rouge, épines nues) et Eucidaris metularia (qui n'a pas de radioles sur l'apex, et vit dans la partie occidentale du Pacifique).

## Habitat et répartition
Cet oursin typiquement tropical se trouve principalement dans l'est de l'océan Pacifique, notamment sur la côte mexicaine, mais aussi de la Californie aux Galapagos (où on le considère parfois comme une sous-espèce).
On rencontre cet oursin dans les écosystèmes coralliens, que ce soit sur les platiers, sur les récifs, ou sur les rochers, y compris dans les endroits de fort brassage. Il vit caché dans ces trous ou des anfractuosités pendant la journée, et peut aussi être rencontré à de fortes profondeurs.

## Écologie et comportement
De mœurs nocturnes, il sort de sa cachette à la tombée de la nuit pour se nourrir. C'est un brouteur omnivore et détritivore, qui se nourrit aussi bien d'algues que d'algues encroutantes et de certains coraux (Pocillopora, Pavona), mais aussi occasionnellement d'éponges, d'ascidies, de charognes et de détritus. Il broie sa nourriture au moyen de sa mâchoire puissante appelée « lanterne d'Aristote ».
La reproduction est gonochorique, et mâles et femelles relâchent leurs gamètes en même temps en pleine eau, où œufs puis larves vont évoluer parmi le plancton pendant quelques semaines avant de se fixer.

## E. thouarsiiet l'homme
Contrairement à la plupart de ses congénères, cet oursin ne présente pas de danger pour l'homme vu que ses piquants ne sont pas pointus. Par ailleurs sa taille et ses mœurs cryptiques limitent les risques de marcher dessus par inadvertance. Il n'est d'aucune valeur commerciale, et ne semble consommé dans aucun pays de son aire de répartition.

## Liste des sous-espèces
Selon World Register of Marine Species (4 avril 2014) :
- sous-espèce Eucidaris thouarsii galapagensis Döderlein, 1887
- sous-espèce Eucidaris thouarsii thouarsii (L. Agassiz & Desor, 1846)